# Eisenbahnmuseum Kyōto

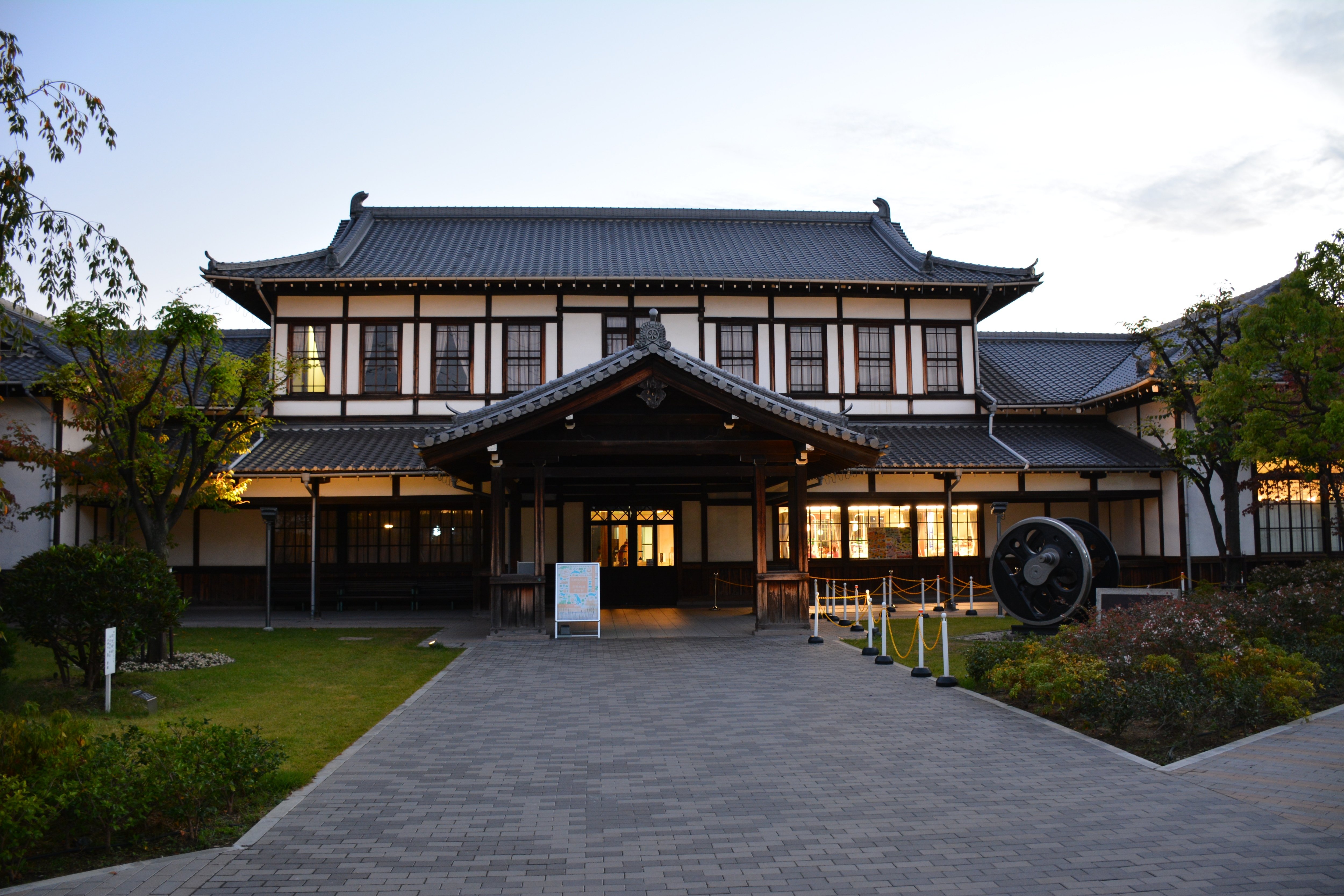
Der alte Nijō-Bahnhof, ins Museum versetzt als Ausstellungshalle.

Das Eisenbahnmuseum Kyōto (京都鉄道博物館 Kyōto Tetsudō Hakubutsukan) ist ein Eisenbahnmuseum in der japanischen Stadt Kyōto. Es heißt so offiziell seit dem Umbau und der Wiedereröffnung im Jahr 2016. Bekannter ist es unter seinem ursprünglichen Namen, „Umekoji-Dampflokmuseum“  (梅小路蒸気機関車館 Umekōji Jōkikikansha-kan, englisch Umekoji Steam Locomotive Museum). Seit der Teilprivatisierung der Japanischen Staatsbahn im Jahr 1987 ist JR West die Betreibergesellschaft.

## Geschichte
Das Museum befindet sich im Bereich eines erstmals 1877 angelegten Ausbesserungswerks, das 1914 zum Knoten für die Tōkaidō-Hauptlinie ausgebaut wurde. Zentral ist der Ringlokschuppen mit Drehscheibe.
Als das endgültige Aus für Dampfbetrieb in Japan absehbar war, entschloss sich die Staatsbahn, verschiedene Dampflokomotiven zu erhalten. Zur Eröffnung, im Jahre des 100-jährigen Eisenbahnjubiläums in Japan, am 17. Oktober 1972 kamen zwölftausend Gäste.
2013 begann man mit Erweiterungsbauten. Viele der bis 2014 in Osaka im Kōtsū Kagaku Hakubutsukan (交通科学博物館 englisch Modern Transportation Museum) gezeigten Exponate, darunter Einheiten der ersten Shinkansen-Generation, sind seit 2016 hier ausgestellt.

## Ausstellung

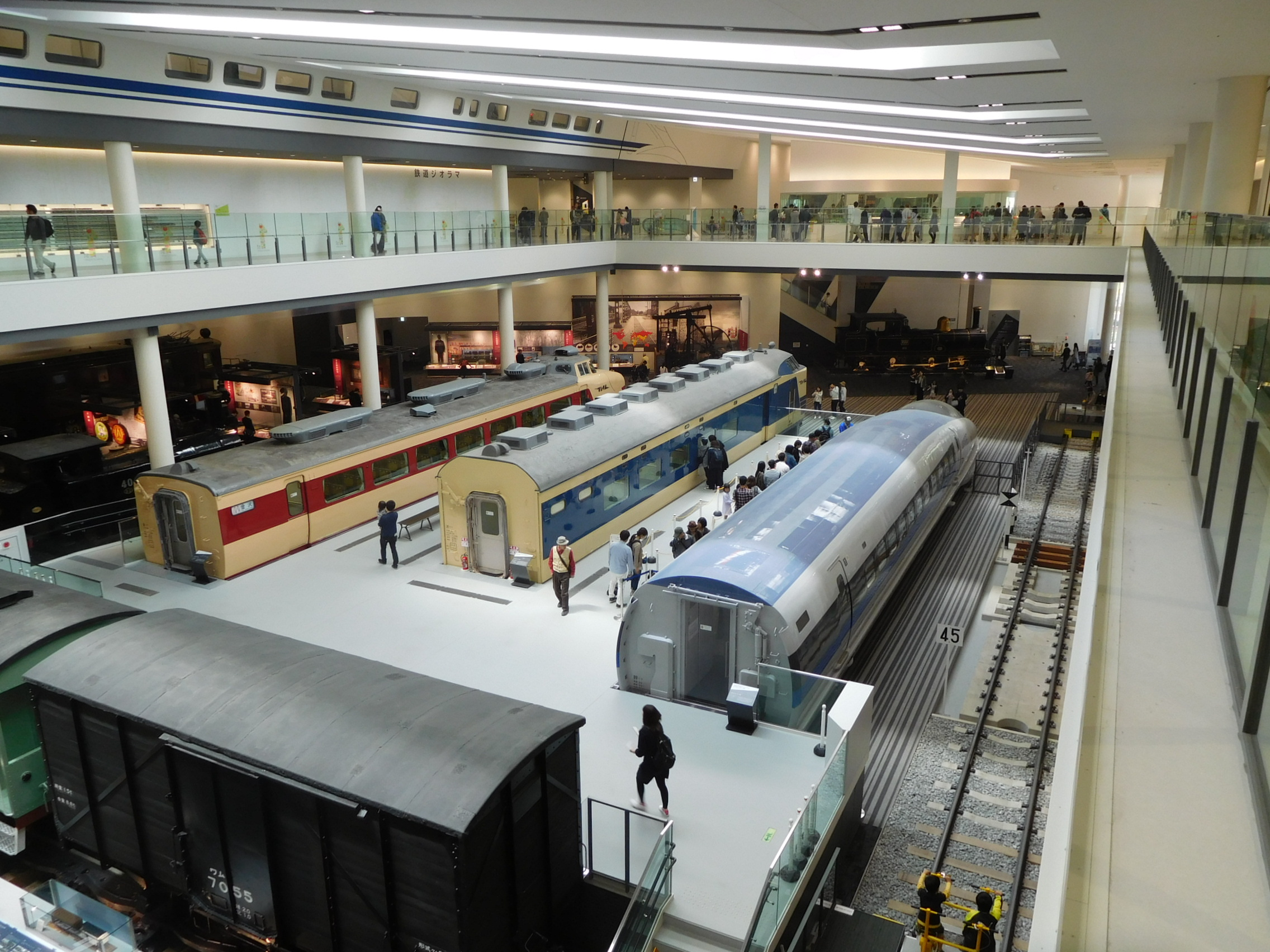
Blick in den Ausstellungsraum des Museumsgebäudes (2017).

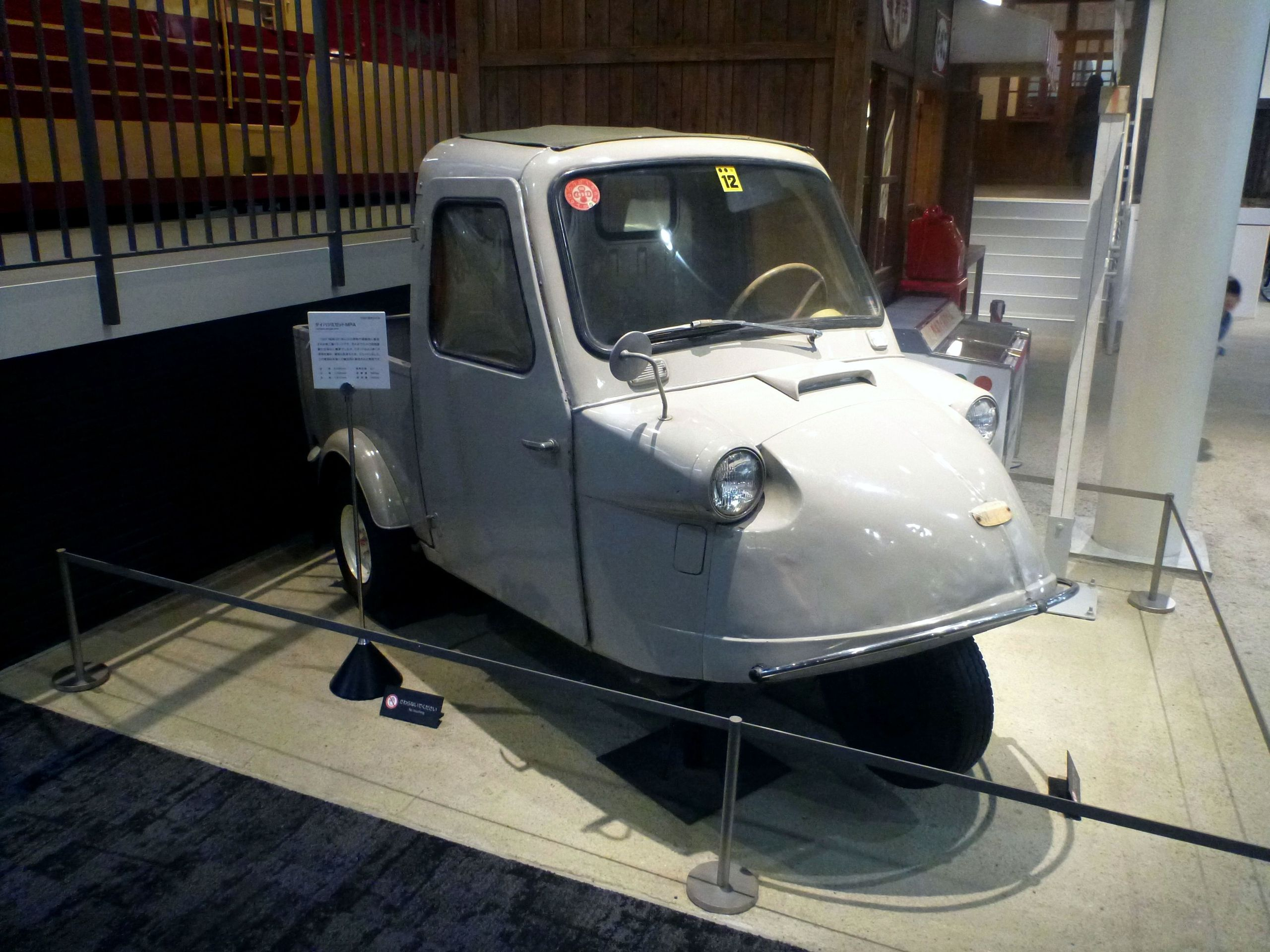
Kleintransporter der Marke Daihatsu Midget, Bj. 1959 (aus Ōsaka übernommen).

Vor dem eigentlichen Museumsgebäude ist der hölzerne Bau des Nijō-Bahnhofs (二条駅舎) von 1904, der 1996 hierher verlegt wurde. Das moderne Ausstellungsgebäude hat drei Ebenen. Im EG finden sich verschiedene Schienenfahrzeuge und Waggons, bis 2020 wuchs deren Zahl auf 53 für das gesamte Museum. Auf den oberen Ebenen werden kleinere Exponate und Modelle gezeigt. Es gibt auch Führerstandsimulatoren.

### Lokomotiven

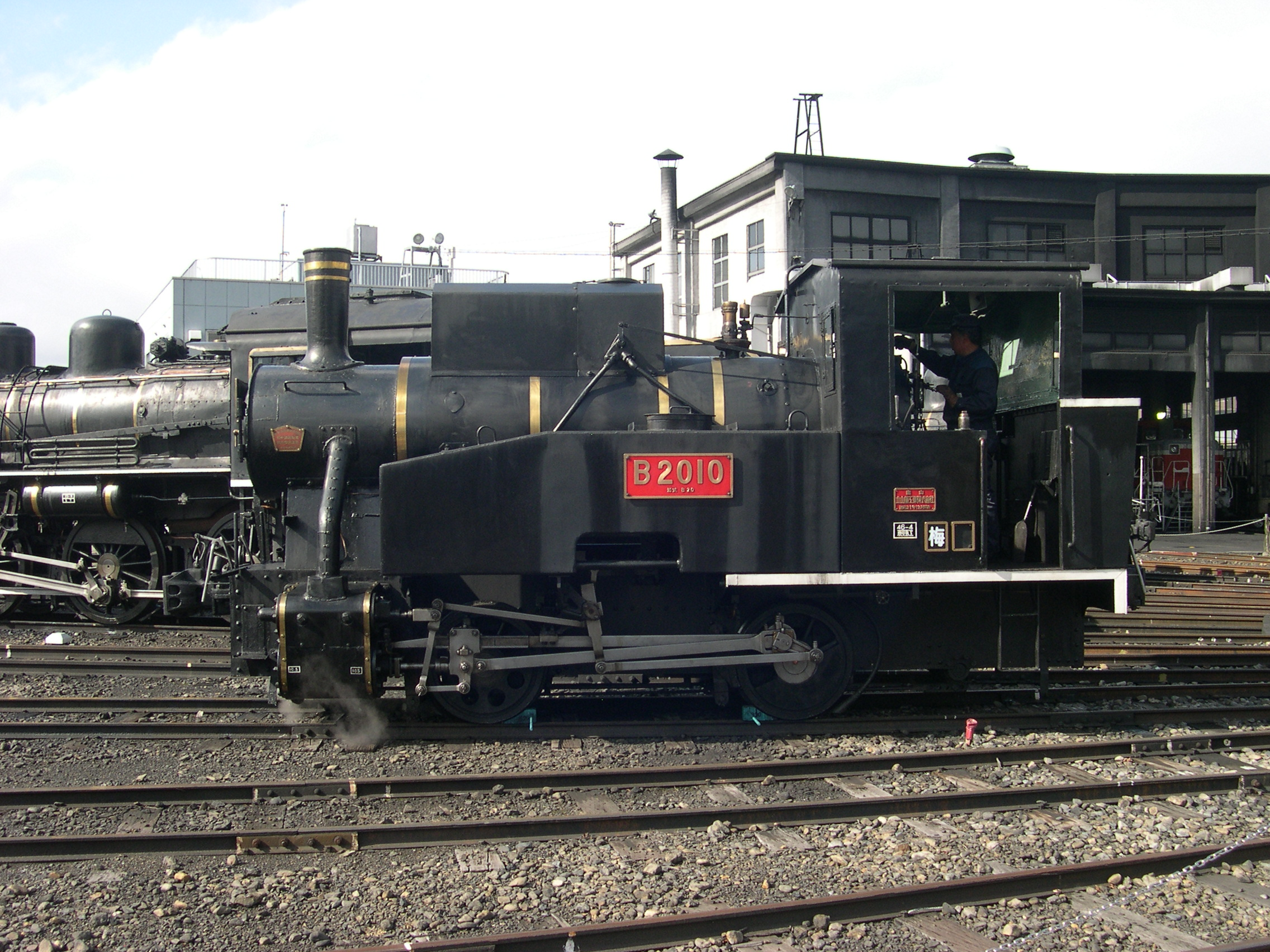
B20-10 (2006).

Das Konzept sah von Anfang an vor, in Japan gebaute betriebsfähige Dampfloks zu erhalten. Es wurden zunächst 17 Loks gesammelt, von denen fünfzehn in einem Zustand waren, ggf. wieder streckentauglich gemacht zu werden. Bis 1976 konnte die Loks im Depot von Nakano gepflegt werden. Einige Jahre war das Geld knapp, im Betriebswerk Takatori konnten über die Jahre zehn Loks in Betriebszustand gebracht werden. 2001 waren sechs (¹), 2009 sieben (²) Loks betriebsfähig. Drei Mal täglich finden auf einem Kilometer im Museumsbereich kurze Fahrten statt.
Dampfloks
- 9633, Baujahr: 1914
- 8630,¹ Bj. 1914
- DC50-140, Bj. 1926
- C51-239, Bj. 1927
- C53-45, Bj. 1928
- C55-1, Bj. 1935
- C11-64, Bj. 1935
- D51-1, Bj. 1936
- C57-1,¹ Bj. 1937, seit 1979 auf der Yamaguchi-Linie
- C58-1, Bj. 1938
- D51-200,¹ Bj. 1938, Vorführlok im Museum, gelegentlich auf der Yamaguchi-Linie
- C56-160,¹ Bj. 1939
- B20-10,² Bj. 1946
- C59-164, Bj. 1946
- D52-468, Bj. 1946
- C61-2,¹ Bj. 1948
- C62-2,¹ Bj. 1948

Seit Eröffnung kamen hinzu (³ aus Ōsaka):
- 1994: C62-1, Bj. 1948
- C62-26,³ Bj. 1948, die stärkste japanische Dampflok
- C53-45

Güterloks (JGR)
Übernommen aus Ōsaka:
- 230, Nr. 233, Bj. 1903, Herst. Kisha Seizō (JP) nach englischem Vorbild
- 1070, Nr. 1080, Bj. 1926, Herst. Dübs and Company (GB)
- 1800, Nr. 1801, Bj. 1881, Herst.: Kitson and Company (GB)
- 7100, Nr. 7105, Bj. 1880, Herst.: H. K. Porter, Inc. (USA)
- 8620, Nr. 8630, Bj. 1914, Herst.: Kisha Seizō (JP)

Dieselloks
- DD61-756, Bj. 1972

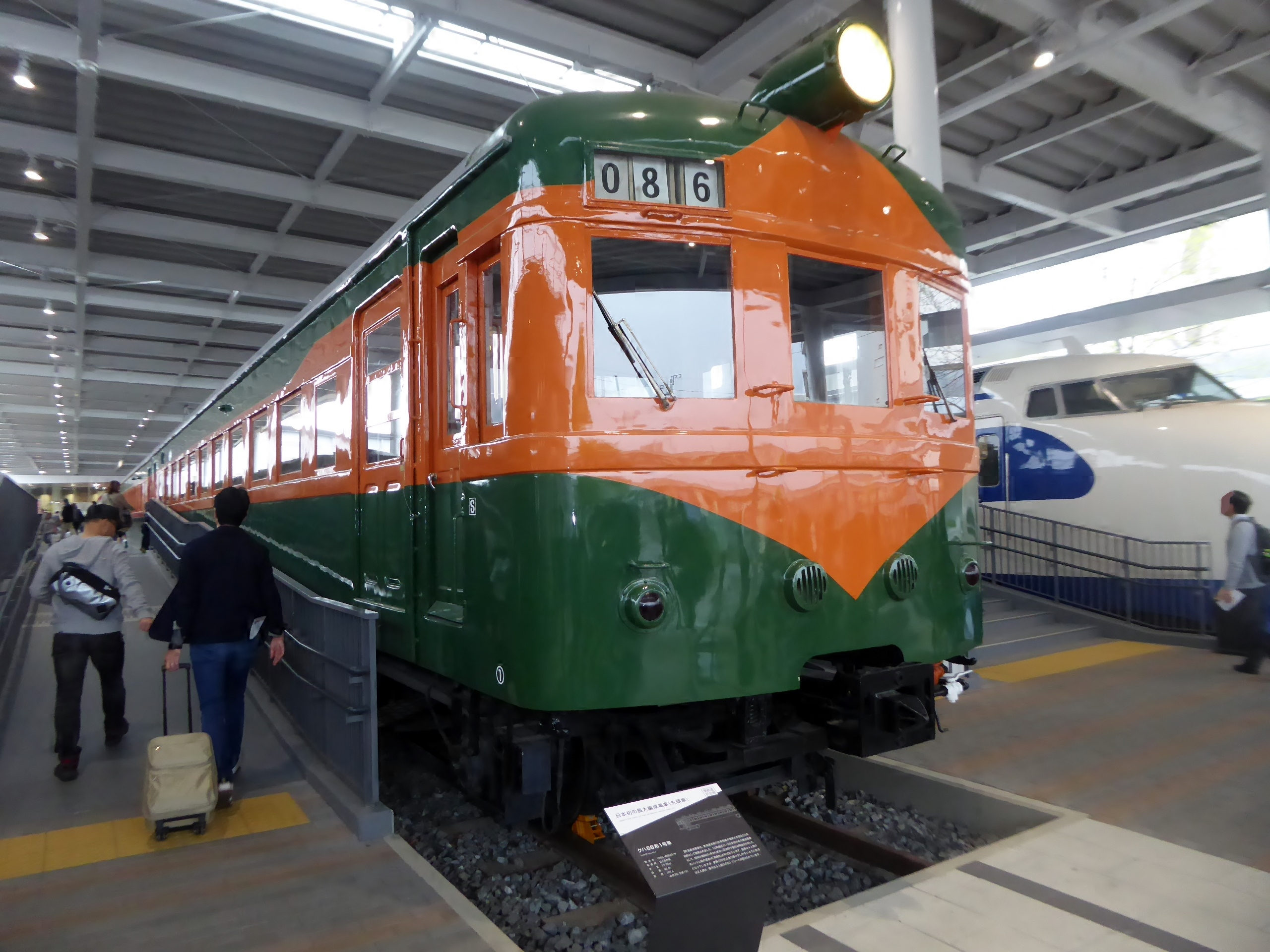
KuHa 86.

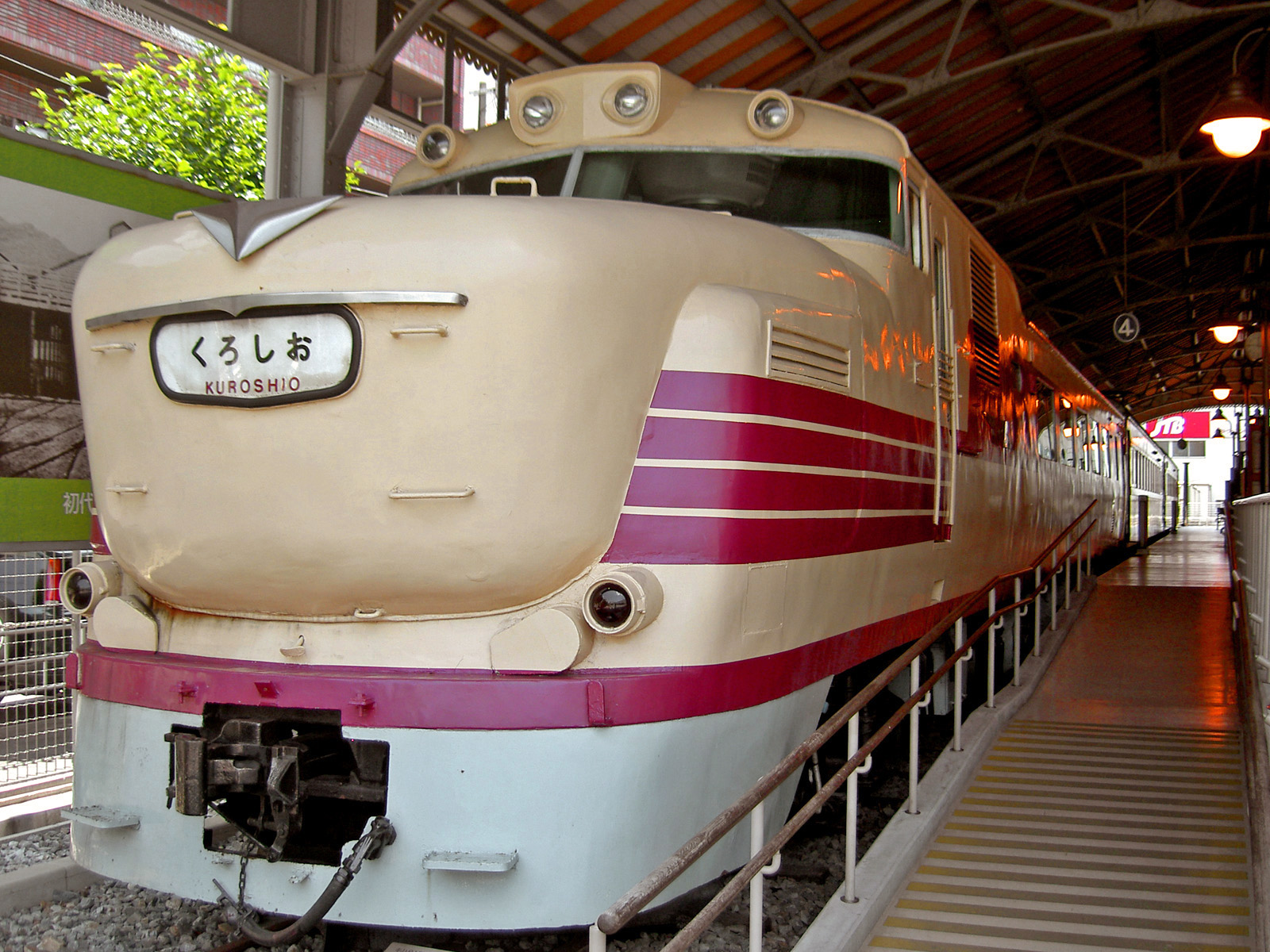
KiHa 81-3 (noch am alten Standort Ōsaka).

- DD54, Nr. 33, Bj. 1971, mit Hydraulik-Getriebe und Antrieb Made in Germany
- KiHa 81-3 (キハ81),³ Bj. 1960

E-Loks und Triebwagen
- EF58-150, Bj. 1958
- EF65-1, Bj. 1965
- EF66-25, Bj. 1974
- EF81-103; Bj. 1974
- JNR583, Kuhane 581-35 mit dazugehörendem Schlafwagen
- SURONEFU25-501, im Dienst 1989-2018

Übernommen aus Ōsaka:
- EF52-1, Gleichstromlok, Bj. 1928
- Serie 80, KuHa86-001 (クハ86), Bj. 1950
- Serie 101, Kumoha 100, Nahverkehrszug
- Serie 103, KuHa 103-1, Nahverkehrszug
- KuHa 489-1, Bj. 1971

### Museumsbahn
Die dem Museum gehörende Lok C57-1, manchmal verstärkt durch D51-200, führt an etwa 100 Tagen im Jahr Fahrten auf der Yamaguchi-Linie zwischen Shin-Yamaguchi (bis 2003: Ogōri) und Tsuwano durch. Die jährlich 50-60000 Fahrgäste sind für den Tourismus im letztgenannten Ort mit seinen gut erhaltenen Samurai-Behausungen von Bedeutung.
Für die Entscheidung im Jahr 1978, die Museumsbahn auf jener Strecke fahren zu lassen, war von Bedeutung, dass sie nie elektrifiziert worden war und somit noch genug Personal mit Fachkenntnissen vorhanden war. Außerdem gab es an beiden Endbahnhöfen funktionierende Drehscheiben.